# TAM (上市町の企業)
株式会社TAM（ティエイエム）は、富山県中新川郡上市町に本社を置くインターネット・ケーブルテレビおよび工業用製品・無線機器・音響機器関連を業務とする企業。旧商号は、有限会社ティエイエムインターネットサービスおよび株式会社ティエイエムインターネットサービス。
直営のインターネットプロバイダ事業「タムネット」の他、滑川市・上市町・立山町を業務区域としていた一部事務組合のケーブルテレビ局滑川中新川地区広域情報事務組合のインターネット・IP電話・携帯電話（MVNO）事業を従前より運営していた。
2021年7月1日をもって同組合よりテレビ事業を含む一切の資産・権利を譲り受けた。これにより当社によるCATV事業の全面的な運営が開始され、民営化となった。
また、同年11月1日をもって親会社の有限会社ティ・エイ・エムを吸収合併し、同社の事業を継承した。

## 事業所所在地
- 本社（上市窓口） - 富山県中新川郡上市町広野3146-1
- Net3 受付窓口（滑川窓口） - 富山県滑川市開676 SOHOセンター 1階
- 立山店（立山窓口） - 富山県中新川郡立山町前沢1208 明和ビル2階

## 沿革
- 1996年（平成8年）8月 - 有限会社ティ・エイ・エムによりISP業務を開始。
- 1999年（平成11年）6月 - ISP業務を行う子会社として有限会社ティエイエムインターネットサービスを設立。
- 2001年（平成13年）11月 - 株式会社ティエイエムインターネットサービスに改組、株式会社となる。
- 2017年（平成29年）5月 - 株式会社TAMに社名を改称。
- 2021年（令和3年）
  - 7月 - 滑川中新川地区広域情報事務組合よりテレビ事業を含む一切の資産・権利を譲受[2]。
  - 11月 - 親会社の有限会社ティ・エイ・エムを吸収合併[3]。
- 2022年（令和4年）4月 - CATV事業において光サービス（FTTH）を開始[2]。

## ISP事業
タムネットの名称で事業展開している。
- タムネット光
- たんとビービー光
- v6プラス
- ホームページプラン
- メールプラン

## CATV事業
旧・滑川中新川地区広域情報事務組合の略称と同じNet3（ネットスリー）の名称で事業展開している。

### サービスエリア
富山県
- 滑川市
- 中新川郡上市町
- 中新川郡立山町

### 地上波系列別再送信局
| NHK-G   | NHK-E   | NNN/NNS    | ANN          | JNN                | TXN | FNN/FNS    | JAITS |
| ------- | ------- | ---------- | ------------ | ------------------ | --- | ---------- | ----- |
| NHK富山 | NHK富山 | 北日本放送 | 北陸朝日放送 | チューリップテレビ |     | 富山テレビ |       |

### 放送チャンネル
コースごとの視聴の可否、別途契約が必要なオプションチャンネルについては公式サイトのチャンネル一覧を参照。
| チャンネル   | 放送局                                            |
| 地上波       | 地上波                                            |
| ------------ | ------------------------------------------------- |
| 011          | 北日本放送                                        |
| 021          | NHK富山Eテレ                                      |
| 031          | NHK富山総合                                       |
| 051          | 北陸朝日放送                                      |
| 061          | チューリップテレビ                                |
| 081          | 富山テレビ                                        |
| コミュニティ |                                                   |
| 091          | コミチャン9                                       |
| 121          | コミチャン12                                      |
| BS           |                                                   |
| 101          | NHK BS                                            |
| 141          | BS日テレ                                          |
| 151          | BS朝日                                            |
| 161          | BS-TBS                                            |
| 171          | BSテレ東                                          |
| 181          | BSフジ                                            |
| 191          | WOWOWプライム                                     |
| 192          | WOWOWライブ                                       |
| 193          | WOWOWシネマ                                       |
| 200          | BS10                                              |
| 201          | BS10スターチャンネル                              |
| 211          | BS11イレブン                                      |
| 222          | BS12 トゥエルビ                                   |
| 231・232     | 放送大学テレビ                                    |
| 260          | J:COM BS                                          |
| 265          | BSよしもと                                        |
| BS4K         |                                                   |
| 101          | NHK BSプレミアム4K                                |
| 141          | BS日テレ4K                                        |
| 151          | BS朝日4K                                          |
| 161          | BS-TBS4K                                          |
| 171          | BSテレ東4K                                        |
| 181          | BSフジ4K                                          |
| 211          | ショップチャンネル 4K                             |
| 221          | 4K QVC                                            |
| CS           |                                                   |
| 401（4K）    | satonoka 4K                                       |
| 402          | satonoka TV                                       |
| 410          | J SPORTS 3 HD                                     |
| 411          | スカイA                                           |
| 412          | GAORA SPORTS HD                                   |
| 413          | J SPORTS 1                                        |
| 414          | J SPORTS 2                                        |
| 415          | J SPORTS 4 HD                                     |
| 416          | スポーツライブ+                                   |
| 417          | ゴルフネットワーク HD                             |
| 418          | 日テレジータス HD                                 |
| 419          | FIGHTING TV サムライ                              |
| 420          | ムービープラス HD                                 |
| 421          | 日本映画専門チャンネル HD                         |
| 422          | 映画・チャンネルNECO-HD                           |
| 423          | V☆パラダイス HD                                   |
| 424          | WOWOWプラス 映画・ドラマ・スポーツ・音楽          |
| 425          | 東映チャンネル HD                                 |
| 426          | 衛星劇場 HD                                       |
| 430          | ファミリー劇場 HD                                 |
| 431          | スーパー!ドラマTV #海外ドラマ☆エンタメ            |
| 432          | アクションチャンネル                              |
| 433          | Dlife                                             |
| 434          | 時代劇専門チャンネル HD                           |
| 435          | 女性チャンネル♪LaLa TV                            |
| 437          | ミステリーチャンネル                              |
| 438          | TBSチャンネル1 HD 最新ドラマ・音楽・映画          |
| 441          | アニマックス HD                                   |
| 442          | キッズステーション HD                             |
| 444          | アニメシアターX（AT-X）                           |
| 445          | テレ朝チャンネル1                                 |
| 446          | ホームドラマチャンネルHD 韓流・時代劇・国内ドラマ |
| 447          | TBSチャンネル2 名作ドラマ・スポーツ・アニメ       |
| 451          | 日経CNBC HD                                       |
| 452          | 日テレNEWS24（HD）                                |
| 454          | TBS NEWS                                          |
| 455          | ヒストリーチャンネル 日本・世界の歴史&エンタメ    |
| 456          | ディスカバリーチャンネル（HD）                    |
| 458          | テレ朝チャンネル2                                 |
| 459          | ナショナル ジオグラフィック                       |
| 460          | ミュージック・エア（HD）                          |
| 461          | MUSIC ON! TV（エムオン!）HD                       |
| 462          | 音楽・ライブ! スペースシャワーTV HD               |
| 464          | 歌謡ポップスチャンネル HD                         |
| 470          | 囲碁・将棋チャンネル（HD）                        |
| 471          | ショップチャンネル（HD）                          |
| 472          | QVC（HD）                                         |
| 473          | ジュエリー☆GSTV HD                                |
| 476          | 釣りビジョンHD                                    |
| 477          | 旅チャンネル HD                                   |
| 479          | エンタメ〜テレHD☆シネドラバラエティ               |
| 480          | MONDO TV HD                                       |
| 481          | フジテレビTWO ドラマ・アニメ                      |
| 482          | フジテレビONE スポーツ・バラエティ                |
| 483          | ダンスチャンネル byエンタメ〜テレ                 |
| 484          | 日テレプラス ドラマ・アニメ・音楽ライブ           |
| 485          | グリーンチャンネル1 HD                            |
| 486          | グリーンチャンネル2 HD                            |
| 487          | レジャーチャンネル                                |
| 488          | SPEEDチャンネル1                                  |
| 489          | 富山競輪チャンネル                                |
| 495          | Mnet HD                                           |
| 496          | KNTV HD                                           |
| 497          | アジアドラマチックTV（アジドラ）                  |
| 498          | フジテレビNEXT ライブ・プレミアム（HD）           |

- CS放送は日本デジタル配信を採用。
- 光サービスでは地上波・BS・BS4K放送はパススルー方式で放送しているため市販のテレビ等のチューナー内蔵機器で受信可能。

### サービス内容

#### テレビ
光テレビ（視聴可能な放送）
- エコノミーコース（地上波・コミュニティ・BS・BS4K）
- ライト4Kコース（地上波・コミュニティ・BS・BS4K・CS通販）
- プレミアムコース（地上波・コミュニティ・BS・BS4K・CS）

HFC（同軸）テレビ ※新規受付終了
- エコノミーコース（地上波・コミュニティ・BS・CS通販）
- プレミアムコース（地上波・コミュニティ・BS・CS）
- プレミアムコース4KSTB（地上波・コミュニティ・BS・BS4K・CS）

#### インターネット
光ネット（下り・上り最大速度）
- エントリー30（30Mbps・30Mbps）
- ベーシック100（100Mbps・100Mbps）
- エクストリーム2ギガ（2Gbps・1Gbps）

HFC（同軸）インターネット ※新規受付終了
- エコノミー1（1Mbps・1Mbps）
- ベーシック10（10Mbps・2Mbps）
- プレミアム100（100Mbps・30Mbps）

#### 電話
- ケーブルスマホ（携帯電話サービス）
- 光でんわ（ケーブルプラス電話、直収電話（固定電話）サービス）

## 関連会社
- 有限会社ティ・エイ・エム

当社の親会社。1989年（平成元年）4月に立山ソフトウェアー（たてやまソフトウェアー）として創業、1993年（平成5年）2月に有限会社ティ・エイ・エムとして法人化。工業用製品や無線機器のハードウェア・ソフトウェア・周辺機器の設計や制作を主業とする。当社のISP事業は元々同社が創業したものである。上記の通り2021年11月をもって当社と合併した。